# Gehyra catenata
Gehyra catenata (ланцюгоспинна дтелла) — вид геконоподібних ящірок родини геконових (Gekkonidae). Ендемік Австралії.

## Поширення і екологія
Ланцюгоспинні дтелли мешкають у внутрішніх районах на півдні і південому сході Квінсленда. Вони живуть у високих сухих лісах і рідколіссях, зокрема в брігалу.